# VIII Giochi dell'Estremo Oriente
I Giochi dell'Estremo Oriente 1927, ottava edizione della manifestazione, si tennero a Shanghai, in Cina, nell'agosto 1927.

## I Giochi

### Sport
- Atletica leggera
- Baseball
- Calcio
- Nuoto
- Pallacanestro
- Pallavolo
- Tennis

## Nazioni partecipanti
- Cina
- Filippine
- Giappone

## Medagliere
| # | Nazione   | Oro | Argento | Bronzo | Totale |
| - | --------- | --- | ------- | ------ | ------ |
| 1 | Cina      | 1+  | 1+      | ?      | ?      |
| 2 | Filippine | 1+  | ?       | 1+     | ?      |
| 3 | Giappone  | ?   | 1+      | ?      | ?      |